# Аспергилл охряный
Асперги́лл охря́ный (лат. Aspergíllus ochráceus) — вид несовершенных грибов (телеоморфная стадия неизвестна), относящийся к роду Аспергилл (Aspergillus).

## Описание
Колонии на агаре Чапека с дрожжевым экстрактом (CYA) 4—5 см в диаметре на 7-е сутки, шерстистые, с белым мицелием и светло-жёлтым спороношением. Реверс светло-коричневый до тёмно-коричневого, местами сероватый. Обычно выделяется необильный жёлтый растворимый пигмент. При 30 °C окраска конидий с более выраженным сероватым оттенком, более обильны розоватые или сиреневато-коричневые склероции. При 37 °C колонии 1—2 см в диаметре, иногда рост отсутствует; окраска колоний сиреневатая, беловатая, светло-жёлтая, коричневато-красная, коричневато-серая, реверс серовато-жёлтый до тёмно-коричневого.
На агаре с солодовым экстрактом (MEA) колонии 3,5—4 см в диаметре на 7-е сутки, бархатистые, местами шерстистые, спороношение в светло-жёлтых или серо-жёлтых тонах. Реверс коричневый, в центре более тёмный.
На агаре с дрожжевым экстрактом и сахарозой (YES) колонии 6,5—7 см в диаметре на 7-е сутки, с бледно-жёлтым спороношением, часто с обильными розовато-коричневыми склероциями. Реверс колоний часто оливково-коричневый.
Конидиеносные головки двухъярусные, 420—2000 мкм и более длиной, с шаровидным апикальным вздутием до 35—65 мкм. Метулы покрывающие всю поверхность вздутия, 8—17 мкм длиной. Фиалиды фляговидные, 9—11,5 мкм длиной. Конидии шаровидные, мелкошероховатые, 2,5—4 мкм в диаметре.
Склероции 260—1020 мкм в диаметре.

### Отличия от близких видов
Определяется по обильно спороносящим колониям с розоватыми или сиреневато-коричневыми склероциями. Наиболее близок Aspergillus westerdijkiae, от которого отличается лучшим ростом при 33 °C.

## Экология
Космополит, встречающийся на различных органических, преимущественно растительных, субстратах.

## Значение
Отдельные штаммы используются для биотрансформации стероидов, алкалоидов, феназинов.
Иногда выделяются в качестве агентов онихомикоза, аспергиллёза, отомикоза, антромикоза.
Продуцент охратоксина А.

## Таксономия
Aspergillus ochraceus K.Wilh., Beitr. Kenntn. Aspergillus 66 (1877).

### Синонимы
- Aspergillus petrakii Vörös, 1957
- Sterigmatocystis japonica Aoki et al., 1951